# 佛涅煿節
佛涅煿節，又稱涅煿節、涅煿會，是紀念佛祖釋迦牟尼圓寂(逝世)的節日。中國、朝鮮、日本等國將佛涅煿節定為農曆二月十五日(日本後來改用國曆)。
這一天諸佛寺要舉行法會，掛釋迦牟尼涅煿圖像，誦《遺教經》等。

## 區別
佛教的大乘、小乘對於涅煿有不同的解釋。

### 小乘佛教
將死後不再輪迴稱為涅煿，實際認為涅煿是一種絕對安靜、神秘的精神狀態，與現實世界對立，既擺脫外在事物，也擺脫了主觀感受。

### 大乘佛教
將涅煿與法身、法性等同，認為“常、樂、我、淨”四種特性。